# Marcus Iunius Nipsus
Marcus Iunius Nipsus war ein lateinischer Fachschriftsteller, ein Agrimensor (Feldvermesser), der sich in seinen erhaltenen Schriften auch mit mathematischen Aspekten beschäftigt hat. (Da die Texte der Agrimensoren wenig strukturiert sind, werden die Zitate im Folgenden durch den Namen des Agrimensors, das Kürzel des Herausgebers (Ca für Brian Cambell, La für Karl Lachmann) und die Seiten- und Zeilennummer angegeben.)

## Name, Person, Quellenlage
Mit den einleitenden Worten Incipit Marci Iuni Nipsi liber II feliciter im Corpus agrimensorum Romanorum (Nipsus, La, S. 285,1-3) wird ein weiterer Agrimensor vorgestellt. Leider ist über seine Person fast nichts bekannt. Er selbst streut in seine Schrift keinerlei Information zu seiner Person ein, und weitere Zeugnisse haben sich nicht erhalten. Der Text erweist sich durch die direkte Ansprache (lateinisch cum in agro assignato veneris, „wenn du in ein zugewiesenes Landstück gehst“, (Nipsus, La, S. 286,12) als praxisbezogenes Lehrbuch und fällt nach gängiger Meinung ins 2. Jahrhundert n. Chr.
Das Werk wurde nur lückenhaft überliefert. Die Meinung der Wissenschaftler, welche Texte Nipsus zugeschrieben werden können, gingen auseinander. Teils wurden ihm Texte abgesprochen und dem Agrimensor Agennius Urbicus zugeschrieben, teils wurden ihm weitere Texte zugeordnet. Im Allgemeinen wird jetzt die Tradition Karl Lachmanns akzeptiert, der folgende drei Textstücke in seine Ausgabe aufnahm:
- Fluminis Varatio – Abmessung des Flusses
- Limitis Repositio – Aufhebung (Wiederherstellung, Korrektur?) der Grenze
- Podismus – Abmessung nach Füßen, Hypotenuse[3]

Dabei konnte er für einen Teil der Ausgabe die älteste erhaltene Handschrift, den Codex Arcerianus in Wolfenbüttel, heranziehen. Andere Teile haben sich nur in jüngeren Handschriften erhalten. Jelle Bouma edierte die beiden ersten Teile mit einer englischen Übersetzung und ausführlichen Erläuterungen.

## Die Texte

### Fluminis Varatio
Nipsus lehrt eine Möglichkeit, die Breite eines Flusses zu bestimmen, dessen gegenüberliegendes Ufer unerreichbar ist, zum Beispiel weil es von einem kriegerischen Feind besetzt ist. Er sucht sich ein markantes Zeichen am gegenüberliegenden Ufer, etwa einen hochragenden Baum. Dieser bildet die eine Ecke des rechtwinkligen Dreiecks, das er konstruiert. Die eine Kathete führt er in direkter Linie über den Fluss zu seinem Standort. Zur Konstruktion der zweiten Kathete schlägt er von diesem Standort aus eine Schneise ungefähr parallel zum Flussufer. In der Mitte dieser Schneise stellt er sein Messgerät (ferramentum, croma) auf und ermittelt die Hypotenuse des Dreiecks, indem er das markante Zeichen über den Fluss anpeilt. Nun konstruiert der Agrimensor von diesem Punkt ausgehend ein zweites rechtwinkeliges Dreieck, das dem ersten gleicht. Als Hypotenuse wird die Hypotenuse des ersten Dreiecks fortgesetzt und durch entsprechende Markierung im Gelände festgehalten. Die eine Kathete ist die zweite Hälfte der zum Flussufer parallelen Schneise. Die zweite Kathete ist damit festgelegt, kann vom Agrimensor gemessen werden und hat dieselbe Länge wie die gesuchte Strecke über den Fluss.
Diese Lösung ist durch die Bildung der langen Schneise und Markierungslinie recht aufwendig. Auf die praktischere Anwendung des mathematisch „anspruchsvolleren“ Strahlensatzes, der ja schon seit Jahrhunderten bekannt war, wird verzichtet. Auf die Aufgabenstellung Messung einer Flussbreite verweist auch der Feldmesser Balbus (Balbus, Ca, S. 204,24 f.), ohne eine Lösung anzugeben, ebenso Sextus Iulius Frontinus (Iulus Frontinus, Ca, S. 14,12 ff.).

### Limitis Repositio
Im ersten Teil dieses Textes (Nipsus, La, S. 286,12–288,17) beschreibt Nipsus, wie der Agrimensor die Grenzen und Grenzsteine in einem vor langer Zeit vermessenen und verwilderten Gebiet mit gestörten Grenzlinien und fehlenden Steinen wiederherstellt. Ausgehend von wenigen Grenzsteinen sucht er weitere, indem er von deren Orientierung ausgehend lange Schneisen schlägt. Im Folgenden (Nipsus, La, S. 288,18–289,17) wird dargelegt, wie Grundstücke zwischen verschieden langen limites gebildet werden. Es wird dabei in Kauf genommen, dass die Grundstücke nicht rechtwinklig sind. Die beigefügten Zeichnungen erhellen den Sachverhalt. Im dritten Teil (Nipsus, La, S. 289,18–295,15) macht Nipsus den „Agrimensorschüler“ mit der Gliederung des assignierten Landes durch Decumanus und Cardo bekannt. Er geht auf verschiedene Sonderfälle ein und erläutert auch die Subseciva, die bei der Vermessung übrigbleibenden Restlandstücke.

### Podismus
Der Text beschäftigt sich nach einigen Definitionen der euklidischen Geometrie und Bestimmung von Hohlmaßen mit der Berechnung von Dreiecken. Die Quelle könnte weitgehend die Metrica bzw. Geometrica des Heron von Alexandria sein. Allerdings sind die Exzerpte lückenhaft und durch vielfache Abschrift entstellt. Während Heron auf die mathematische Theorie, etwa den Satz des Pythagoras, eingeht, bringt Nipsus nur zahlenorientierte „Kochrezepte“. Besonders benutzt er dabei die pythagoreischen Tripel, also Anordnungen dreier natürlicher Zahlen, die die Seitenlängen eines rechtwinkligen Dreiecks bilden. Um eine Formel darzustellen, wie für jede beliebige ungerade natürliche Zahl als kleinere Kathete ein rechtwinkliges Dreieck konstruiert werden kann, benutzt er umständlich das Tripel (III, IV, V) (Nipsus, La, S. 300,1–5):

„datum numerum, id est III, in se. fit IX. hinc semper tollo assem. fit VIII. huius tollo semper partem dimidiam. fit IV. erit basis. ad basem adicio assem. erit hypotenusa, pedum V“

„Die gegebene Zahl, 3, wird mit sich multipliziert. Das gibt 9. Davon nehme ich 1 weg. Das gibt 8. Das teile ich, ergibt 4. Das ist die zweite Kathete. Dazu gebe ich 1, das ist die Hypotenuse: 5.“

Heron von Alexandria verwendet zur gleichen Berechnung den Tripel (V, XII, XIII). Er verweist dabei aber auch auf den Satz des Pythagoras:

a²+ b²=c²

a² + ((a² - 1)/2)² = ((a² - 1)/2 + 1)²
Im ganzen Text des Nipsus werden die Namen Pythagoras und Euklid nicht genannt. Seine Berechnungen haben wohl weniger praktischen Sinn, sondern sind Übungsaufgaben für Schüler. So wird (Nipsus, La, S. 298,1–299,3) für zwei pythagoreische Tripel vorgerechnet, wie weitere Werte bestimmt werden können, wenn die Summe der Katheten, die Hyothenuse und die Fläche bekannt sind.

## Textausgabe
- Friedrich Blume, Karl Lachmann, Adolf August Friedrich Rudorff (Hrsg.): Gromatici veteres. Die Schriften der römischen Feldmesser. 2 Bände, Berlin 1848–1852.